# Москалик Михайло Іванович
Михайло Іванович Москалик (1974, с. Улашківці, Україна — 15 березня 2022, м. Львів, Україна) — український військовик (майор) Збройних Сил України, учасник російсько-української війни.

## Життєпис
Михайло Москалик народився у селі Улашківцях, нині Нагірянської громади Чортківського району Тернопільської області України.
Після закінчення навчального закладу працював агрономом в місцевому сільгосппідприємстві у селищі Нагірянці Чортківського району та Хмельницькій області.
Учасник Революції гідності. Від 2015 року був учасником бойових дій. 
На війні з російським окупантом та проросійськими збройними формуваннями – від 2015 року, коли був призваний у район проведення АТО за четвертою хвилею часткової мобілізації. 
В ході відбиття російського вторгнення в Україну, отримав важке поранення на командному пункті в районі проведення ООС. 
Помер в ніч з 14 на 15 березня в одному з лікувальних закладів м. Львова. Похований 18 березня 2022 року в с. Нагірянці на Тернопільщині.

## Нагороди
- орден Богдана Хмельницького III ступеня (2022, посмертно) — за особисту мужність і самовіддані дії, виявлені у захисті державного суверенітету та територіальної цілісності України, вірність військовій присязі[1].